# Marie Jules César Savigny
Marie Jules César le Lelorgne de Savigny (5. dubna 1777 – 5. října 1851) byl francouzský zoolog a botanik.
Savigny se narodil ve francouzském městě Provins. Ve věku 16 let opustil svůj domov a odcestoval do Paříže, kde působil jako botanik společně s Jean-Baptiste Lamarckem a Georgesem Cuvierem v Muséum national d'histoire naturelle. Ve věku 21 let Cuvier Savignyho doporučil Napoleonovi jako součást výpravné mise do Egypta. Zde byl jako člen Commission des sciences et des arts společně s Geffroyem Saint-Hilairem zodpovědný za veškeré zoologické výzkumy, Savigny se přitom zaměřil na bezobratlé živočichy a Hilaire na obratlovce.
Po návratu z Egypta do Paříže v roce 1802 začal podrobně studovat své poznámky, které sepsal do díla Description de l'Égypte. O zoologii se aktivně zajímal až do roku 1817, kdy se mu výrazně zhoršil zrak, který ho přinutil na několik let práci přerušit. 13. dubna 1826 se stal členem Pruské akademie věd, ale v roce 1822 se musel od svého povolání znovu kvůli zhoršenému zraku odvrátit. Ke konci svého života byl Savigny již téměř slepý a navíc trpěl optickými halucinacemi.
.

## Dílo
- Histoire naturelle et mythologique de l'ibis. Paříž, 1805
- Description de l'Égypte. Paříž, 1809
- Mémoires sur les animaux sans vertèbres. d'Éterville & Dufour: Paříž, 1816